# Robert Harting
Robert Harting (Cottbus, Alemania; 18 de octubre de 1984) es un lanzador de disco alemán. Representa al club deportivo SCC Berlin.

## Biografía
Harting nació en Cottbus. Ganó una medalla de plata en el Campeonato Mundial Juvenil de 2001. Tuvo menos éxito en los campeonatos posteriores y terminó en octavo lugar en las eliminatorias del Campeonato Mundial Júnior de 2002. Se llevó la medalla de oro en el Campeonato Europeo Sub-23 de 2005.
Comenzó a competir en las categorías superiores y poco después participó en el Campeonato Europeo de 2006, en el que sólo se perdió la marca de calificación en la ronda anterior de la competición. Mejoró en 2007, alcanzando una nueva marca personal de 66,93 metros y ganando la medalla de plata en el Campeonato del Mundo de Osaka realizando un lanzamiento de 66,68 metros. Fue cuarto en la IAAF World Athletics Final de 2007 y segundo en la Copa Europea de Invierno del año siguiente.
Lanzó una mejor marca personal de 68,65 m en Kaunas en junio y fue seleccionado para el equipo alemán en los Juegos Olímpicos de Pekín 2008. Terminó en el cuarto puesto con un lanzamiento de 67,09 m. Cerró la temporada con una medalla de bronce en la IAAF World Athletics Final de 2008.
En el Campeonato Mundial de Berlín 2009, Harting estaba en posición de medalla de plata entrando en la sexta ronda de la final, pero lanzó una mejor marca personal de 69,43 metros para tomar la iniciativa y en última instancia ganar la medalla de oro. El líder desde la primera ronda, el atleta polaco Piotr Malachowski, fue incapaz de mejorar el tiro del alemán.

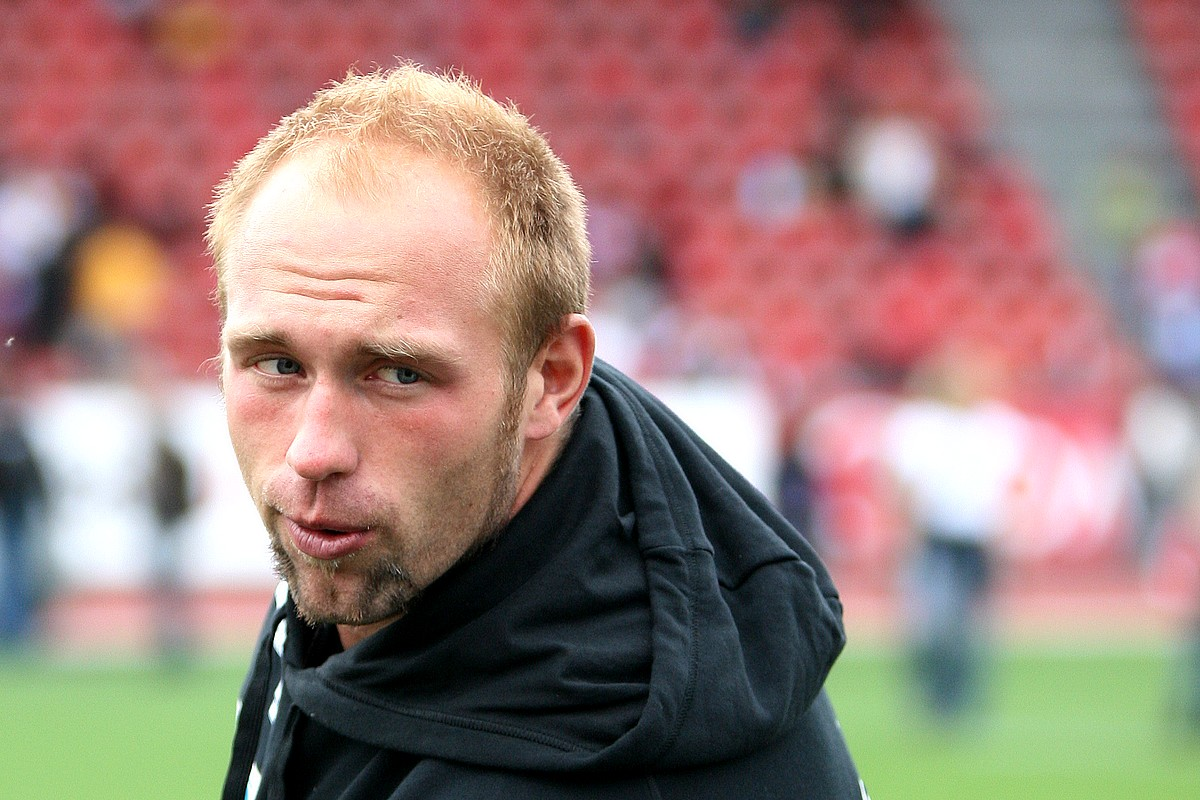
Robert Harting en 2010.

Harting estableció un récord de campeonato de 66,80 m al ganar en el Campeonato Europeo por Equipos 2010 y registró una marca de 68,67 m el mes siguiente en el Campeonato de Alemania para llevarse el título nacional. Lanzó 68,47 m en la final del Campeonato Europeo de 2010, pero esto no fue suficiente para vencer a Malachowski. Aun así, la medalla de plata que consiguió fue la primera en campeonatos continentales. Compitió en la Liga de Diamante 2010 y ganó en la Weltklasse Zurich, pero fue Malachowski quien ganó el trofeo. Mejoró su mejor marca personal en Neobrandeburgo en una competición contra Malachowski, obteniendo la victoria con un lanzamiento de 69,69 m. Revalidó su título mundial al ganar en Daegu 2011 con un lanzamiento de 68,97 m.
En mayo de 2012 lanzó una mejor marca personal de 70,31 m en la reunión de Werfertage Hallesche, alcanzando los 70 metros por primera vez. En el Campeonato Europeo de 2012 en Helsinki, Finlandia, ganó la medalla de oro al lanzar 68,30 m. En los Juegos Olímpicos de Londres 2012 ganó la medalla de oro con una marca de 68,27 metros.
Consiguió su tercer título mundial consecutivo al ganar el Campeonato Mundial de 2013 en Moscú.
Harting es conocido por sus celebraciones de victoria exuberantes, incluyendo la rasgadura de la camisa, correr con una bandera alemana sobre las vallas de la carrera de obstáculos, la colocación de las mascotas en sus hombros y correr por la pista.

## Palmarés
| Año  | Competición                    | Lugar            | Resultado | Marca   |
| ---- | ------------------------------ | ---------------- | --------- | ------- |
| 2001 | Campeonato Mundial Juvenil     | Debrecen         | 2.º       | 62,04 m |
| 2005 | Campeonato Europeo Sub-23      | Érfurt           | 1.º       | 64,50 m |
| 2007 | Campeonato Mundial             | Osaka            | 2.º       | 66,68 m |
| 2007 | IAAF World Athletics Final     | Stuttgart        | 4.º       | 65,25 m |
| 2008 | Juegos Olímpicos               | Pekín            | 4.º       | 67,09 m |
| 2008 | IAAF World Athletics Final     | Stuttgart        | 3.º       | 65,76 m |
| 2009 | Campeonato Europeo por Equipos | Leiría           | 2.º       | 65,40 m |
| 2009 | Campeonato Mundial             | Berlín           | 1.º       | 69,43 m |
| 2009 | IAAF World Athletics Final     | Salónica         | 2.º       | 66,37 m |
| 2010 | Campeonato Europeo por Equipos | Bergen           | 1.º       | 66,80 m |
| 2010 | Campeonato Europeo             | Barcelona        | 2.º       | 68,47 m |
| 2010 | Liga de Diamante               | Liga de Diamante | 3.º       |         |
| 2010 | Copa Continental de la IAAF    | Split            | 1.º       | 66,85 m |
| 2011 | Campeonato Europeo por Equipos | Estocolmo        | 1.º       | 65,63 m |
| 2011 | Campeonato Mundial             | Daegu            | 1.º       | 68,97 m |
| 2011 | Liga de Diamante               | Liga de Diamante | 2.º       |         |
| 2012 | Campeonato Europeo             | Helsinki         | 1.º       | 68,30 m |
| 2012 | Juegos Olímpicos               | Londres          | 1.º       | 68,27 m |
| 2013 | Campeonato Europeo por Equipos | Gateshead        | 1.º       | 64,25 m |
| 2013 | Campeonato Mundial             | Moscú            | 1.º       | 69,11 m |